# Fernando Nicolás Oliva
Fernando Nicolás Oliva (* 26. September 1971 in Córdoba) ist ein ehemaliger argentinischer Fußballspieler.

## Karriere
Oliva begann seine Profilaufbahn 1990 bei Instituto. 1996 wechselte er zum japanischen Erstligisten Shimizu S-Pulse. 1996 gewann er mit dem Verein den J.League Cup. Im J.League Cup wurde er mit neun Toren Torschützenkönig. Für den Verein bestritt er 67 Erstligaspiele und schoss dabei 39 Tore. 1998 kehrte er nach Argentinien zurück. Hier unterschrieb er einen Vertrag beim Erstligisten Talleres. 2000 wechselte er zu Shimizu S-Pulse. 2001 beendete er seine Karriere als Fußballspieler.

## Erfolge
Shimizu S-Pulse
- Japanischer Ligapokalsieger: 1996